# Rain in May
Rain in May (englisch für: „Regen im Mai“) ist ein Popsong des niederländischen Sängers und Schlagzeugers Max Werner aus dem Jahr 1981.

## Hintergrund
Rain in May erschien im April 1981 als Single-Auskopplung aus Werners zweitem Soloalbum Seasons. Der Song wurde von Chris Meldon, Chris Pilgram und Max Werner geschrieben; Pilgram übernahm auch die Produktion. Am 17. August 1981 trat Werner mit dem Stück in der  ZDF-Musiksendung Disco auf. (Siehe auch Disco Episodenliste 1981).
Rain in May ist im 4⁄4-Takt gehalten. Der Titel hat ein Tempo von 98 bpm und wird in der Tonart G-Dur gespielt. Im Lied kommen neben einem dominanten Schlagzeug auch die Instrumente Flöte, Klarinette, Altsaxophon, Trompete, Euphonium, Posaune und E-Gitarre zum Einsatz.
Im Liedtext beschreibt Werner seine depressive Stimmung („Feeling down when the autumn has come“) zu den drei Jahreszeiten Herbst (1. Strophe), Winter (2. Strophe) und in der letzten Strophe Sommer. Die einzige Jahreszeit, in der er sich wohl fühlt, ist der Frühling, insbesondere der Monat Mai. Es werden unterschiedliche unangenehme Erscheinungen, die in jeder Jahreszeit auftreten, thematisiert, wie Kälte und Glätte auf den Straßen im Winter. Am Ende jeder Strophe („Get your share from the rain in May“) und im Refrain bringt er seine Euphorie in Bezug auf den titelgebenden „Regen im Mai“ zum Ausdruck.

## Coverversionen vonRain in May
- Dieter Hallervorden coverte das Lied im Veröffentlichungsjahr 1981 unter dem Titel Wo ist mein Toupet?, den Philips als Single veröffentlichte.[8]
- 2011 coverte das Dance-Projekt Topmodelz den Titel mit seinem Originaltext als Elektro-Pop-Version.[9]

## Rezeption
Die Redaktion des Hörfunksenders Bayern 3 nannte Werner und seinen Song Rain in May ein One-Hit-Wonder. Der Titel klänge wie eine Mischung aus „Beach Boys und Phil Collins“, als seien „diese Superstars mit im Studio gewesen“.

## Charts und Chartplatzierungen
| ChartsChartplatzierungen       | Höchstplatzierung | Wochen |
| ------------------------------ | ----------------- | ------ |
| Deutschland (GfK)              | 2 (23 Wo.)        | 23     |
| Niederlande (Media Markt)      | 3 (11 Wo.)        | 11     |
| Belgien (Ultratop)             | 10 (7 Wo.)        | 7      |
| Schweiz (IFPI)                 | 10 (5 Wo.)        | 5      |
| Vereinigte Staaten (Billboard) | 74 (6 Wo.)        | 6      |

| ChartsJahrescharts (1981) | Platzierung |
| ------------------------- | ----------- |
| Deutschland (GfK)         | 49          |